# Orizia
Orizia (in greco antico: Ὠρείθυια?, Ōrèithüia), conosciuta anche come Oritia, è un personaggio della mitologia greca, figlia di Eretteo re di Atene e di Prassitea. Aveva secondo la tradizione diverse sorelle, tra cui Creusa, Ctonia e Procri.

## Mitologia
Si narra che Orizia fu rapita da Borea, il vento del Nord, mentre stava danzando nei pressi del fiume Ilisso o mentre raccoglieva fiori sulle rive del fiume Cefiso e ne divenne la moglie. Fu portata in Tracia e questo la salvò dalla morte che spettò invece alle sue sorelle che furono sacrificate affinché Atene potesse vincere la guerra contro Eleusi.
Ebbe diversi figli tra cui Chione, Emo e Cleopatra e i maschi Calaide e Zete, rappresentati con piedi alati (noti sotto il nome di Boreadi o Boreidi).
Orizia divenne poi la personificazione della brezza leggera che segue il violento vento settentrionale e che mitiga gli ardori del sole.
Pare che Eschilo avesse scritto un dramma satiresco sul rapimento di Orizia, che è però andato perduto.
Platone ne riprende il mito nel Fedro, suggerendo che la storia di Orizia potrebbe essere stata ispirata alla morte di una fanciulla, precipitata dalle rocce a causa di una folata di vento boreale. Il nome stesso di Orizia -dal greco oros (montagna) e thyein (sacrificare)- sembrerebbe alludere alla circostanza

## Fortuna dell'episodio
Il mito venne successivamente ripreso anche da Fabrizio De André nella celeberrima La canzone di Marinella.
Un affresco raffigurante il mito di Orizia rapita da Borea decora la volta della Stanza detta dell'Inverno della Reggia di Caserta, quarta anticamera dell'Appartamento di Ferdinando IV di Borbone, dedicata alla caccia. Fu dipinto da Fedele Fischetti (Napoli, 1732 - 1792) alla fine del Settecento.